# Iris Wolff

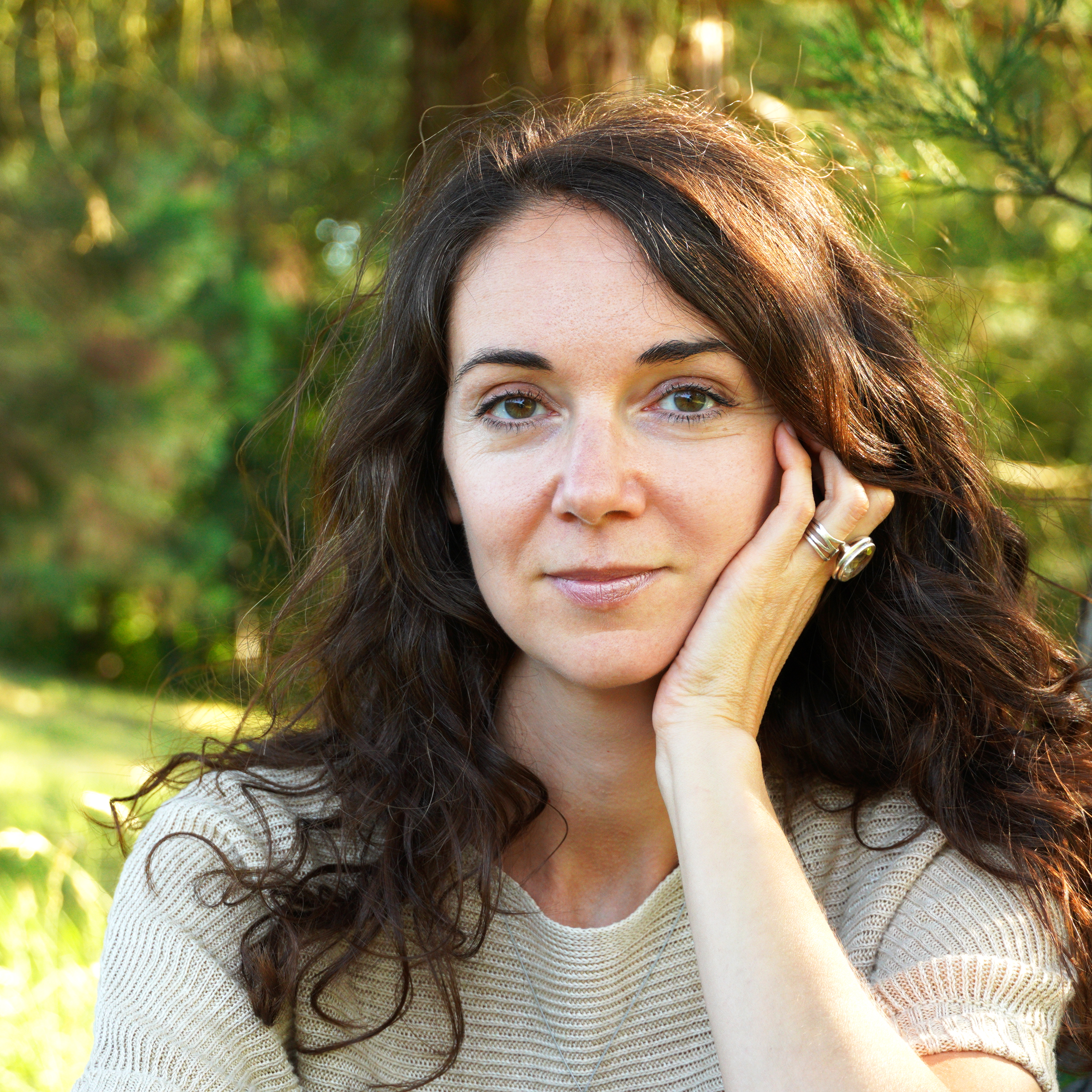
Iris Wolff (2020)

Iris Wolff (* 28. Juli 1977 als Martina Iris Wolff in Hermannstadt/Siebenbürgen, Rumänien) ist eine deutsche Schriftstellerin siebenbürgisch-sächsischer Abstammung.

## Leben und Werk
Ihre Kindheit verbrachte Iris Wolff als Tochter eines Pfarrers in Hermannstadt und in Semlak im Banat, bevor sie 1985 mit ihrer Familie nach Deutschland auswanderte. Später studierte sie Deutsche Sprache und Literatur, Religionswissenschaft sowie Grafik und Malerei an der Philipps-Universität Marburg. Heute lebt sie in Freiburg im Breisgau. Seit 2018 ist sie als freie Schriftstellerin tätig.
Von 2003 bis 2013 war sie Mitarbeiterin des Deutschen Literaturarchivs Marbach sowie Dozentin für Kunstvermittlung und von November 2013 bis März 2018 Koordinatorin des Netzwerks Kulturelle Bildung in Freiburg.
Sie engagiert sich im Bereich der Literaturvermittlung: In den Jahren 2013 und 2015 war sie als Jurorin des Schülerschreibwettbewerbs der Stiftung Kinderland Baden-Württemberg tätig. Sie hält Schreibwerkstätten für den Österreichischen Büchereiverband und andere Institutionen und ist im Beirat der Kunststiftung Baden-Württemberg.
Iris Wolff verfasst in erster Linie Romane und Kurzgeschichten. Im Jahr 2012 veröffentlichte sie im Otto Müller Verlag ihren Debütroman Halber Stein. 2020 veröffentlichte sie im Klett-Cotta Verlag Die Unschärfe der Welt.
Der Roman Lichtungen (2024) ist eine rückwärts erzählte Liebesgeschichte zwischen Kato und Lev, die aus einem kleinen rumänischen Dorf stammen und deren Lebenswege sich nach dem Ende des Warschauer Paktes trennen. Kato reist als Straßenmalerin durch Europa und hält den Kontakt zu Lev durch selbst gezeichnete Postkarten aufrecht, während Lev in der Heimat in einem Sägewerk arbeitet. Der Wendepunkt ihrer Beziehung erfolgt, als Lev eine Postkarte mit der Frage „Wann kommst du?“ erhält, woraufhin er Kato aufsucht und sie eine Zeit lang gemeinsam reisen. Der Roman beleuchtet die komplizierte Dynamik ihrer Beziehung vor dem Hintergrund des sich wandelnden Europas und der rumänischen Geschichte. Der Roman erreichte im Februar 2024 in der Spiegel-Bestsellerliste den zweiten Platz und stand auf der Shortlist des Deutschen Buchpreises 2024.

## Einzeltitel
- Halber Stein. Roman. Otto Müller Verlag, Salzburg 2012, ISBN 978-3-7013-1197-2.
- Leuchtende Schatten. Roman. Otto Müller Verlag, Salzburg 2015, ISBN 978-3-7013-1228-3.
- So tun, als ob es regnet. Roman in vier Erzählungen. Otto Müller Verlag, Salzburg 2017, ISBN 978-3-7013-1250-4.
- Die Unschärfe der Welt. Roman. Klett-Cotta Verlag, Stuttgart 2020, ISBN 978-3-608-98326-5.
- Lichtungen. Roman. Klett-Cotta Verlag, Stuttgart 2024, ISBN 978-3-608-12285-5.

## Anthologien und Zeitschriften (Auswahl)
- Auf der Breite eines Schermessers. Schillers Arbeit am Piccolomini-Manuskript. In: Unterm Parnass. Das Schiller-Nationalmuseum, Stuttgart 2009.
- Literatur berührt. Kooperationen zwischen Schule und Museum am Beispiel der Marbacher Literaturschule LINA. Lernort Literaturmuseum. Beiträge zur kulturellen Bildung, Göttingen 2011.
- Kinderszenen. Schreiben und Erinnern mit Walter Benjamin. In: Deutschunterricht. Heft 6, 65. Jahrgang 2012.
- Blätterfall. Kurzgeschichte. In: Edition ErLesen. Kunststiftung Baden-Württemberg, Stuttgart 2013.
- Haus mit Himmelsleiter. Kurzgeschichte. In: Spiegelungen. Multikulturelles Banat, Regensburg 2015.
- Langsame Tage. Kurzgeschichte. In: Spiegelungen. Literaturen in Wendezeiten, Regensburg 2015.
- Blätterfall. Kurzgeschichte. Hermannstadt. In: Fakten, Bilder, Worte. Hermannstadt 2017.
- Drachenhaus. Kurzgeschichte. In: Wohnblockblues mit Hirtenflöte. Rumänien neu erzählen. Berlin 2018.
- Ein dritter Raum. Lesereise in Rumänien. In: Literatur & Kritik. Nr. 525 / 626, 2018.
- Grashüpfer im Grenzraum. In: Marbacher Magazin 147.148 LiteraturArchivDerZukunft, Marbach 2021.
- Das Maß innerer Freiheit. In: Hermann Hesse. Eine Hommage in Geschichten, Berlin 2022.
- Fische fangen – Unterwegs in der Sprache. In: „Der Augenblick nennt seinen Namen nicht“. Wartburg-Tagebücher: Texte aus dem Wartburg-Experiment, Salzburg 2022.

## Ausstellungen · Vorträge (Auswahl)
- Eiswelten an der Lahn. Foto-Ausstellung. KFZ, Marburg 2006.
- Literarisches Schreiben, Kalligrafie und Malerei. Akademie Schloss Rotenfels, Gaggenau 2007.
- Christian Jankowski. Videowerkstatt. Kunstmuseum, Stuttgart 2008/09.
- Kunst zu Kohle. Ausstellung. EnBW Kraftwerk, Affaltrach 2009.
- Fit fürs Abi in fünf Tagen. Kafkas Prozess und Stamms Agnes. Vortrag. Baden-Baden 2010–2016.
- Poesie als Optik, die die Welt formt. Warum Lesen Grenzen überwindet. Literarischer Eröffnungsvortrag auf dem Internationalen Bibliothekskongress, Graz 2018.
- Tu, was du willst! Rede an die Abiturient*innen des Jahrgangs 2022. Conte, Sankt Ingbert 2022, ISBN 978-3-95602-252-4.
- Einladung ins Ungewisse. Chamisso-Preis & Poetikdozentur. Thelem Verlag, Dresden und München 2024, ISBN 978-3-95908-715-5.

## Auszeichnungen
- 2013: Stipendium Kunststiftung Baden-Württemberg
- 2014: Ernst-Habermann-Preis
- 2018: Jahresstipendium für Schriftsteller des Ministeriums für Wissenschaft und Kunst des Landes Baden-Württemberg
- 2018: Otto-Stoessl-Preis
- 2018: Literaturpreis Alpha für So tun, als ob es regnet[6]
- 2019: Aufenthaltsstipendium Künstlerhaus Edenkoben
- 2019: Nominiert für den Alfred-Döblin-Preis
- 2019: Arbeitsstipendium des Förderkreises deutscher Schriftsteller in Baden-Württemberg[7]
- 2019: Marieluise-Fleißer-Preis
- 2019: Thaddäus-Troll-Preis[8]
- 2020: Stipendium zum Reinhold-Schneider-Preis[9]
- 2020: Nominiert für den Deutschen Buchpreis[10]
- 2020: Nominiert für den Bayerischen Buchpreis[11]
- 2020: Nominiert für den Wilhelm-Raabe-Literaturpreis[12]
- 2020: Nominiert für das Lieblingsbuch der Unabhängigen 2020[13]
- 2021: Marie Luise Kaschnitz-Preis für ihr bisheriges Roman-Gesamtwerk, insbes. für Die Unschärfe der Welt[14][15]
- 2021: Evangelischer Buchpreis für Die Unschärfe der Welt[16]
- 2021: Preis der LiteraTour Nord für ihr bisheriges Werk wie auch für den Roman Die Unschärfe der Welt[17]
- 2021: Solothurner Literaturpreis für ihr Gesamtwerk[18]
- 2021: Eichendorff-Literaturpreis für ihr Gesamtwerk
- 2021: Literarischer Landgang – Reisestipendium durch das Oldenburger Land[19]
- 2021: Das Wartburg Experiment – Schreibstipendium[20]
- 2022: Zwei Raben – Literatur in Oberhessen, Stipendium[21]
- 2022: Comburg Stipendium[22]
- 2023: Werkstipendium des Deutschen Literaturfonds[23]
- 2023: Chamisso-Preis/Hellerau[24]
- 2024: Spycher: Literaturpreis Leuk[25]
- 2024: Uwe-Johnson-Preis für Lichtungen[26]
- 2024: Shortlist des Deutschen Buchpreises mit Lichtungen[27]
- 2025: Literaturpreis der Konrad-Adenauer-Stiftung[28]